# Benjamin Nicolas Marie Appert
Benjamin Nicolas Marie Appert (París, 10 de septiembre de 1797 – Grecia, 1873) fue un filántropo francés, no debe ser confundido con Nicolas Appert.

## Vida
Nació en París. Mientras era joven introdujo un sistema de enseñanza mutua en las escuelas de regimiento de los departamentos del Norte. El éxito que obtuvo lo indujo a publicar un Manual exponiendo su sistema. Mientras participaba en la enseñanza de los prisioneros en Montaigu, cayó bajo la sospecha de haber conspirado en la fuga de dos de ellos, y fue llevado a la Prisión de La Force.
Tras su liberación decidió dedicar el resto de su vida a mejorar las condiciones de aquellos con quienes había compartido su tiempo, y viajó mucho por Europa con el fin de estudiar los diversos sistemas de disciplina en prisiones, y escribió varios libros sobre el tema. Después de la revolución de 1830 se convirtió en secretario de la reina María Amelia de Borbón-Dos Sicilias, y tomó medidas para ayudar a los necesitados. Fue condecorado con la Legión de Honor en 1833.